# 大分恵尺
大分 恵尺（おおきだ の えさか）は、飛鳥時代の人物。姓は君。672年の壬申の乱の大海人皇子（天武天皇）側功臣。冠位は外小紫。

## 出自
大分氏（大分君）は豊後国大分郡の豪族であり、建弥阿久良命や豊門別命を祖とする大分国造の国造家とされる。一族には大分稚臣などがいる。壬申の乱の勃発時、恵尺は大海人皇子の舎人だったと推測される。

## 経歴

### 壬申の乱での活躍
大海人皇子は、6月24日に吉野で行動を起こす際に、倭（大和国）の京の留守司高坂王に使者を遣わし、駅鈴の引き渡しを求めた。このときの使者に、大分恵尺、黄書大伴、逢志摩の3人が選ばれた。皇子は「もし鈴を得られなかったら、志摩はすぐに還って復奏せよ。恵尺は急いで近江（大津京）に行き、高市皇子と大津皇子を連れ出し、伊勢で（私と）会え」と命じた。恵尺らは高坂王のもとにいって駅鈴を求めたが得られなかったため、恵尺は近江に向かった。
事情は不明だが、高市皇子と大津皇子はそれぞれ別々の集団を作って脱出し、高市皇子は翌25日に伊賀の積殖山口で大海人皇子一行に合流した。大分恵尺は大津皇子に同行して伊勢に向かい、その日の深夜に鈴鹿関で大海人皇子の配下に制止された。鈴鹿関司は始め一行を山部王と石川王だと誤認したが、翌日に大津皇子と判明した。この後の恵尺の活動については記録がない。

### 功臣のその後
日本書紀には12月4日に勲功ある人を選んで冠位を増し、小山位以上をあたえたとする記事があるので、恵尺もこれと同じかそれ以上の位を受けたと思われる。
天武天皇4年（675年）6月23日に、大分恵尺は病んで死が近くなった。天皇はこれを知って驚き、恵尺の功を語って子孫を厚く賞することを約束する詔を発し、恵尺を外小紫にした。小紫は高位だが、恵尺が得たのは外位である。出自の身分が低い恵尺を有力貴族と同列にすることはできないが、功臣を高く賞したいという考えから、外位になったと考えられる。恵尺は数日後に自宅で死去した。
九州唯一の畿内型終末期古墳である古宮古墳に埋葬されたと推定されている。